# Pottia javanica
Pottia javanica là một loài rêu trong họ Pottiaceae. Loài này được (Nees & Blume) Müll. Hal. mô tả khoa học đầu tiên năm 1849.